# 2018년 알래스카만 지진
2018년 알래스카만 지진은 현지 시각 1월 23일 미국 알래스카주 알래스카만의 코디액섬 남동쪽 280km 지점에서 발생한 모멘트 규모 7.9의 지진이다.
지진 발생시 규모 8.2로 관측되었으나, 나중에 미국 지질조사국에서 7.9로 하향하였다. 알류샨 열도와 미국 서해안 일대에 지진 해일 경보가 발령되기도 하였다. 지진 발생 15분 뒤, 규모 5.3의 여진이 발생하였다.

## 같이 보기
- 2018년 앵커리지 지진